# Neudecker Pass
Der Neudecker Pass (polnisch Przełęcz Kłodzka, 483 m) trennt die Mittelsudeten und die Ostsudeten im heutigen Südosten Polens. Ein früherer Name ist auch Heinrichswalder Pass.

## Merkmale
Der Pass befindet sich östlich des Dorfes Podzamek (Neudeck). Der Pass ist ein breiter, offener Sattel mit steilen Querhängen, der zwischen dem Warthagebirge und dem Goldenen Gebirge liegt und damit die Mittelsudeten von den Ostsudeten trennt. Vom Warthagebirge her erstreckt sich Grauwacke über den Neißedurchbruch nach Süden hinweg bis zum Neudecker Pass. Das Reichensteiner Gebirge besteht vom Neudecker Pass bis zum Reichensteiner Pass aus Granit und Paragneis aus dem Kambrium und Ordovizium. 
Der Neudecker Pass ist zum größten Teil auf einem breiten Gürtel von Hornblendegesteinen eingelassen. Östlich des Neudecker Passes beginnen Urgesteine vorzuherrschen, Gneis mit mehreren großen Glimmerschieferzonen. Der Untergrund des Passes besteht aus oberkarbonischen Granodioriten und Tonaliten, die von pleistozänen Gletscherschutt- und Deluvialsedimenten bedeckt sind. Das Gebiet des Bergsattels wird von Wiesen und Äckern eingenommen, der Nordflügel des Bergsattels ist von einem Fichtenwald mit Beimischung von Laubwald bewachsen. Auf dem Pass befindet sich eine aufgelassene Sandgrube. Im Profil der Sandgrube finden sich drei Horizonte der Grundmoräne, die von Sedimenten unterlagert sind, und zwei Schächte der Endmoräne, in denen Syenitblöcke stecken. Während der mittelpolnischen Vergletscherung brach ein Eisschild durch den Pass in den Glatzer Kessel ein. Seine Spuren sind in Form einer ausgedehnten Kem-Terrasse deutlich sichtbar.

## Geschichte
Der Pass bildet den östlichen Teil des Warthaer Tors. Über den Pass führte eine alte Handelsstraße, die Böhmen mit Schlesien und Kleinpolen verband. Um 1230 war die schlesische Ebene schon deutsch besiedelt, und es bestand sicherlich ein Pfad von diesen Dörfern über die Passhöhe hinüber nach Glatz, wenn es auch für seine geringe Bedeutung spricht, dass von dieser Seite die Besiedlung erst spät erfolgte. Der Neudecker Pass war zu dieser Zeit wohl noch vollständig bewaldet, aber schon um 1260 waren die Ostzugänge des Warthaer Tores unter der Leitung der Zisterzienser von Kamenz durch deutsche Kolonisten vollkommen besiedelt.
Der Pass war später von strategischer Bedeutung. So kam es während der napoleonischen Kriege im April 1807 zu anhaltenden Kämpfen um seine Kontrolle. Im Jahr 1846 wurde eine neue Straße gebaut, die nach Modernisierungen noch heute in Betrieb ist. Derzeit verbindet die Straße Nr. 46 Glatz mit Reichenstein und weiter mit dem südlichen Teil der Woiwodschaft Opole.